# Deutsche Meisterschaften im Biathlon 1996
Die Deutschen Meisterschaften im Biathlon wurden im Februar 1996 zum 26. Mal ausgetragen. Veranstaltungsort war Friedenweiler.

## Frauen

### Sprint 7,5 km
| Platz | Name        | Verein | Zeit / Fehler |
| ----- | ----------- | ------ | ------------- |
| 1     | Mira Kuisle |        | 22:12,5/0     |
| 2     | Katrin Apel |        | 22:31,6/3     |
| 3     | Uschi Disl  |        | 22:42,3/2     |

Datum: 26. Februar

### Einzel 15 km
| Platz | Name            | Verein | Zeit / Fehler |
| ----- | --------------- | ------ | ------------- |
| 1     | Katrin Apel     |        | 50:01,3/6     |
| 2     | Kathi Schwaab   |        | 52:10,9/5     |
| 3     | Martina Zellner |        | 53:19,0/4     |

Datum: 2?. Februar

## Männer

### Sprint 10 km
| Platz | Name              | Verein | Zeit / Fehler |
| ----- | ----------------- | ------ | ------------- |
| 1     | Frank Luck        |        | 24:46,0/1     |
| 2     | Ricco Groß        |        | 24:49,5/1     |
| 3     | Holger Schönthier |        | 25:12,1/1     |

Datum: 2?. Februar

### Einzel 20 km
| Platz | Name           | Verein | Zeit / Fehler |
| ----- | -------------- | ------ | ------------- |
| 1     | Peter Sendel   |        | 52:33,5/1     |
| 2     | Andreas Stitzl |        | 56:32,0/2     |
| 3     | Mark Kirchner  |        | 57:08,2/4     |

Datum: 2?. Februar

### 4 × 7,5 km Staffel
| Platz | Verband   | Sportler | Zeit / Fehler |
| ----- | --------- | -------- | ------------- |
| 1     | Thüringen |          |               |
| 2     |           |          |               |
| 3     |           |          |               |

Datum: 2?. Februar